# Pavsekakii Bogdanov
Viktor (Pavsekakii) Bogdanov (în rusă Павсекакий Богданов; n. 17 iulie 1981, Groznîi, Uniunea Sovietică) este un vindecător, astrolog și parapsihologilog rus. El a participat la Moscova la o academie a magie și astrologie. În prezent trăiește în Kursk (Federația Rusă). Pavsekakii este, de asemenea, jurnalist, producătorul și realizatorul mai multor programe de televiziune (la canalele Rusia 1, NTV, Domașnii, Pervîi Kanal, REN TV). Persoană publică din regiunea Kursk.

Pavsekakyi este cunoscut în Rusia ca astrolog personal al stelelor din show business (Filip Kirkorov, Alla Pugaciova, Nikolai Baskov, Irina Allegrova, Anastasia Volocikova ș.a.).